# Kraški šetraj
Kraški šetraj, tudi kraški žepek (znanstveno ime Satureja montana) je zdravilna in začimbna trajnica iz družine ustnatic.

## Opis
Kraški šetraj je polgrmiček, katerega listi so ovalni in dosežejo v dolžino med 1 in 2 cm ter v širino do 5 mm. Na steblo, ki je okroglo in rahlo dlakavo, so nameščeni nasprotno. Cvetovi so beli in dvoustnati. Zgornja venčna ustna je rožnatordeča, ravna, cvetna čaša pa ni izrazito dvoustnata. Le-ta ima pet zobcev in deset žil. Cvet ima štiri eden proti drugemu nagnjene prašnike, ki štrlijo iz venčne cevi. Spodnja ustna je škrlatno pikasta.

## Razširjenost in uporabnost
Kraški šetraj izvira iz južne Evrope, Turčije in severne Afrike. V preteklosti se je veliko uporabljal, danes pa ga po večini nadomešča vrtni šetraj. Za kraško različico velja, da ima močnejši vonj, zaradi česar se kot začimba bolj uporablja za pripravo jedi iz posušenih stročnic ter za pripravo različnih mesnih jedi. Priporoča se dodajanje pri začetku kuhanja, da razvije polno aromo.
Kraški šetraj vsebuje karvakrol (30 - 75%), timol (1 - 5%), p-cimen (10 - 20%), gama-terpinol (2 - 10%), 1,8-cineol (3,8%), borneol (12,5%), a-terpinol (2,5%)
V ljudskem zdravilstvu se, podobno kot sorodni vrtni šetraj uporablja proti napihnjenosti in driski. Čaj se uporablja tudi proti glistam, obolenju jeter in žolča. Pripravki pomagajo pri vetrovih in spodbujajo prebavo, odpravljajo napetost v trebuhu in kolike. Šetraj ogreva, zato se pripravki iz njega uporabljajo tudi pri okužbah dihal in bronhitisu. Eterično olje je močan antimikotik. Z njim zdravijo kandidiazo in druge glivične okužbe..